# Lycaena exiloides
Lycaena exiloides är en fjärilsart som beskrevs av Lucas 1894. Lycaena exiloides ingår i släktet Lycaena och familjen juvelvingar. Inga underarter finns listade i Catalogue of Life.